# Lac Alombié
Lac Alombié är en sjö i Gabon som avvattnas till Ogooué. Den ligger i provinsen Ogooué-Maritime, i den västra delen av landet, 140 km söder om huvudstaden Libreville. Arean är 8,2 kvadratkilometer. Den sträcker sig 6,3 kilometer i nord-sydlig riktning, och 6,3 kilometer i öst-västlig riktning.